# Rhabdogaster oresbios
Rhabdogaster oresbios là một loài ruồi trong họ Asilidae. Rhabdogaster oresbios được Londt miêu tả năm 2006. Loài này phân bố ở vùng nhiệt đới châu Phi.